# Zoetwaarde
Met de zoetwaarde worden verschillende zoetstoffen met elkaar vergeleken per calorische waarde.
Stevia, gewonnen uit de steviaplant is bijvoorbeeld per calorische waarde 300 keer zoeter. De zoetwaarde van tagatose is 92% ten opzichte van die van sacharose, maar tagatose bevat slechts 38% van het aantal calorieën dat sacharose bevat. Fructose, gewonnen uit cichoreiwortels, heeft per calorische waarde van 33 procent vergeleken met bietsuiker (sacharose).